# Héctor Yazalde
Héctor Yazalde (ur. 29 maja 1946 w Avellanedzie, zm. 18 czerwca 1997 w Buenos Aires) – argentyński piłkarz, reprezentant kraju.

## Kariera klubowa
Karierę rozpoczynał w 1962 w klubie Piraña. Po czterech latach spędzonych w amatorskim klubie z Buenos Aires, w 1967 przeszedł do CA Independiente. W klubie tym zdobył dwukrotnie mistrzostwo ligi argentyńskiej w sezonach Nacional 1967 i Metropolitano 1970.
W 1971 wyjechał z Argentyny do Portugalii, gdzie został zawodnikiem Sportingu. Wraz z popularnymi Lwami zdobył Mistrzostwo Portugalii w sezonie 1973/74. Dwukrotnie sięgnął także do Puchar Portugalii w sezonach 1972/73 i 1973/74. Także dwa razy zostawał królem strzelców Primeira Liga w sezonach 1973/74 (46 bramek) i 1974/75 (30 bramek). Niesamowita skuteczność w sezonie 1973/74 zaprocentowała zdobyciem Europejskiego Złotego Buta. Łącznie w 104 meczach w barwach Sportingu zdobył aż 104 bramki (średnio jedna bramka na mecz).
Od sezonu 1975/76 występował w Olympique Marsylia. Już w pierwszym sezonie wywalczył z OM Puchar Francji. W połowie sezonu 1976/77 podpisał kontrakt z Newell’s Old Boys. Przez 4 lata gry w tym zespole 120 razy pojawiał się na boisku, 53 razy pokonując bramkarzy rywali. Karierę piłkarską zakończył w 1981 w CA Huracán.
| Sezon   | Klub               | Kraj       | Rozgrywki         | Mecze | Bramki |
| ------- | ------------------ | ---------- | ----------------- | ----- | ------ |
| 1963    | Piraña             | Argentyna  |                   |       |        |
| 1964    | Piraña             | Argentyna  |                   |       |        |
| 1965    | Piraña             | Argentyna  |                   |       |        |
| 1966    | Piraña             | Argentyna  |                   |       |        |
| 1967    | CA Independiente   | Argentyna  | Primera División  | 10    | 10     |
| 1968    | CA Independiente   | Argentyna  | Primera División  | 33    | 18     |
| 1969    | CA Independiente   | Argentyna  | Primera División  | 34    | 21     |
| 1970    | CA Independiente   | Argentyna  | Primera División  | 35    | 23     |
| 1971/72 | Sporting           | Portugalia | Primeira Divisão  | 20    | 9      |
| 1972/73 | Sporting           | Portugalia | Primeira Divisão  | 29    | 19     |
| 1973/74 | Sporting           | Portugalia | Primeira Divisão  | 29    | 46     |
| 1974/75 | Sporting           | Portugalia | Primeira Divisão  | 26    | 30     |
| 1975/76 | Olympique Marsylia | Francja    | Première Division | 31    | 19     |
| 1976/77 | Olympique Marsylia | Francja    | Première Division | 13    | 4      |
| 1977    | Newell’s Old Boys  | Argentyna  | Primera División  | 13    | 6      |
| 1978    | Newell’s Old Boys  | Argentyna  | Primera División  | 34    | 15     |
| 1979    | Newell’s Old Boys  | Argentyna  | Primera División  | 24    | 14     |
| 1980    | Newell’s Old Boys  | Argentyna  | Primera División  | 23    | 13     |
| 1981    | Newell’s Old Boys  | Argentyna  | Primera División  | 26    | 6      |
| 1982    | CA Huracán         | Argentyna  | Primera División  | 2     | 0      |

## Kariera reprezentacyjna
Po raz pierwszy w drużynie narodowej Argentyny zagrał 7 sierpnia 1968 w meczu przeciwko Brazylii, przegranym 1:4. Zagrał w 3 spotkaniach eliminacyjnych do mistrzostw świata 1970, jednak na turniej rozgrywany w Meksyku nie pojechał.
Znalazł się za to w zespole powołanym przez Vladislao Capa na mistrzostwa świata 1974. Podczas mistrzostw rozgrywanych w RFN zagrał w 3 spotkaniach z Włochami, Haiti (2 bramki) oraz Holandią. Mecz z Oranje był jego ostatnim w drużynie narodowej, dla której w latach 1968–1974 rozegrał 15 spotkań i strzelił 3 bramki.
| Mecze i gole w reprezentacji | Mecze i gole w reprezentacji | Mecze i gole w reprezentacji | Mecze i gole w reprezentacji | Mecze i gole w reprezentacji | Mecze i gole w reprezentacji | Mecze i gole w reprezentacji |
| #                            | Data                         | Miasto                       | Przeciwnik                   | Gol                          | Wynik                        | Rozgrywki                    |
| ---------------------------- | ---------------------------- | ---------------------------- | ---------------------------- | ---------------------------- | ---------------------------- | ---------------------------- |
| 1.                           | 07.08.1968                   | Rio de Janeiro               | Brazylia                     |                              | 1:4                          | towarzyski                   |
| 2.                           | 11.08.1968                   | Belo Horizonte               | Brazylia                     |                              | 2:3                          | towarzyski                   |
| 3.                           | 29.08.1968                   | Lima                         | Peru                         | Gol                          | 2:2                          | towarzyski                   |
| 4.                           | 01.09.1968                   | Lima                         | Peru                         |                              | 1:1                          | towarzyski                   |
| 5.                           | 22.12.1968                   | Mar del Plata                | Jugosławia                   |                              | 1:1                          | towarzyski                   |
| 6.                           | 19.03.1969                   | Rosario                      | Paragwaj                     |                              | 1:1                          | towarzyski                   |
| 7.                           | 03.08.1969                   | Lima                         | Peru                         |                              | 0:1                          | El. MŚ 1970                  |
| 8.                           | 24.08.1969                   | Buenos Aires                 | Boliwia                      |                              | 1:0                          | El. MŚ 1970                  |
| 9.                           | 31.08.1969                   | Buenos Aires                 | Peru                         |                              | 2:2                          | El. MŚ 1970                  |
| 10.                          | 22.10.1970                   | Asunción                     | Paragwaj                     |                              | 1:1                          | towarzyski                   |
| 11.                          | 12.01.1971                   | Mar del Plata                | Francja                      |                              | 2:0                          | towarzyski                   |
| 12.                          | 26.05.1974                   | Amsterdam                    | Holandia                     |                              | 1:4                          | towarzyski                   |
| 13.                          | 19.06.1974                   | Stuttgart                    | Włochy                       |                              | 1:1                          | MŚ 1974                      |
| 14.                          | 23.06.1974                   | Monachium                    | Haiti                        | Gol · Gol                    | 4:1                          | MŚ 1974                      |
| 15.                          | 26.06.1974                   | Gelsenkirchen                | Holandia                     |                              | 0:4                          | MŚ 1974                      |

## Sukcesy
CA Independiente
- Mistrzostwo Argentyny (2): Nacional 1967, Metropolitano 1970

Sporting CP
- Mistrzostwo Portugalii (1): 1973/74
- Puchar Portugalii (2): 1972/73, 1973/74
- Król strzelców Primeira Liga (2): 1973/74 (46 bramek), 1974/75 (30 bramek)
- Laureat Europejskiego Złotego Buta (1): 1973/74

Olympique Marsylia
- Puchar Francji (1): 1975/76